# Capricorn Tower
Capricorn Tower – wieżowiec w Dubaju, w Zjednoczonych Emiratach Arabskich. Budynek ma 46 kondygnacji i wznosi się na wysokość 185 m. Jego budowę ukończono w 2003.